# Piketberg
Piketberg - miasto w Republice Południowej Afryki, położone w Prowincji Przylądkowej Zachodniej, w dystrykcie West Coast, w gminie Bergrivier której jest siedzibą administracyjną.